# Sassowo
Sassowo (russisch Сасово; wiss. Transliteration Sasovo) ist eine Stadt in der Oblast Rjasan (Russland) mit 28.118 Einwohnern (Stand 14. Oktober 2010).

## Geografie
Die Stadt liegt am Südostrand der Meschtschoraniederung etwa 180 km südöstlich der Oblasthauptstadt Rjasan an der Zna, einem linken Nebenfluss der Mokscha im Flusssystem der Wolga.
Sassowo ist der Oblast administrativ direkt unterstellt und zugleich Verwaltungszentrum des gleichnamigen Rajons.

## Geschichte

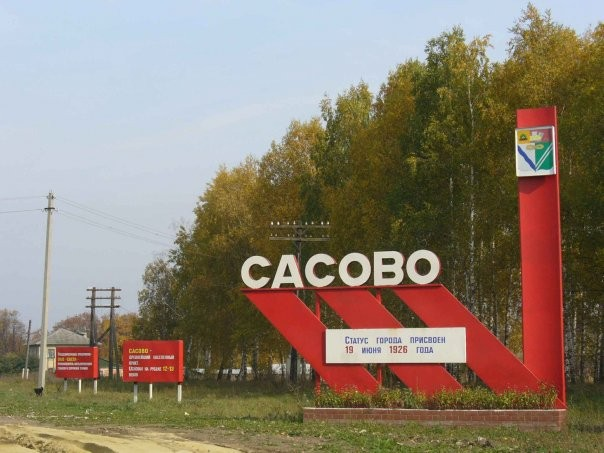
Ortseinfahrt

Das Dorf Sassowo wurde erstmals 1642 urkundlich erwähnt.
Im 18. Jahrhundert war die Seilherstellung ein wichtiger Wirtschaftszweig (siehe Stadtwappen); bis zur Mitte des 19. Jahrhunderts entwickelte sich das Dorf zu einem regional bedeutenden Handelszentrum.
Nach der Eröffnung der Eisenbahnstrecke 1893 wurden Unternehmen des Eisenbahnbetriebes angesiedelt.
1926 erhielt der Ort das Stadtrecht.

### Bevölkerungsentwicklung
| Jahr | Einwohner |
| ---- | --------- |
| 1897 | 5.834     |
| 1926 | 11.100    |
| 1939 | 17.099    |
| 1959 | 20.735    |
| 1970 | 27.228    |
| 1979 | 30.180    |
| 1989 | 35.875    |
| 2002 | 30.736    |
| 2010 | 28.118    |

Anmerkung: Volkszählungsdaten (1926 gerundet)

## Kultur und Sehenswürdigkeiten
Die Stadt besitzt ein Heimatmuseum.
18 Kilometer nördlich, im Dorf Kargaschino des Rajons Sassowo liegt das Ensemble des ehemaligen Landsitzes des deutsch-baltischen Barons von der Launitz aus dem 19. Jahrhundert.

## Wirtschaft und Infrastruktur
In Sassowo gibt es Betriebe des Maschinen- und Gerätebaus, für Landwirtschaftsmaschinen sowie der Textil- und Lebensmittelindustrie.
Die Stadt liegt an der Eisenbahnstrecke Moskau–Rjasan–Rusajewka–Sysran (Streckenkilometer 381).
Durch Sassowo führt die Regionalstraße R124 Schazk–Kassimow.

## Persönlichkeiten
- Nikolai Petrowitsch Ostroumow (1846–1930), Historiker und Orientalist
- Nikolai Makarow (1914–1988), Konstrukteur der Pistole Makarow
- Michail Sawin (1915–2006), Kriegsfotograf
- Alexander Knysch (* 1957), russisch-US-amerikanischer Islamwissenschaftler und Hochschullehrer